# مات ساتون
مات ساتون (بالإنجليزية: Matt Sutton)‏ مواليد 13 يوليو 1984، هو لاعب كرة سلة أسترالي بدأ مسيرته الاحترافية في سنة 2006.